# Aphrodisium viridescens
Aphrodisium viridescens är en skalbaggsart som beskrevs av Hayashi 1974. Aphrodisium viridescens ingår i släktet Aphrodisium och familjen långhorningar.
Artens utbredningsområde är Taiwan. Inga underarter finns listade i Catalogue of Life.